# Mineke Bosch
Cornelia Wilhelmina (Mineke) Bosch (Pretoria, 2 juli 1954) is een Nederlands historicus. Ze is als emeritus hoogleraar Moderne Geschiedenis verbonden aan de Rijksuniversiteit Groningen. Haar expertise ligt bij wetenschapsgeschiedenis / wetenschappelijke biografie; geschiedenis van politieke cultuur en burgerschap; vrouwen en gendergeschiedenis; internationale vrouwenbewegingen en egodocumenten/(auto)biografie/life writing. Ze is de biografe van Aletta Jacobs, de eerste officiële vrouwelijke studente en arts in Nederland.

## Levensloop en carrière
Mineke Bosch werd geboren te Pretoria in Zuid-Afrika. Zij studeerde geschiedenis in Groningen en promoveerde (cum laude) op 13 januari 1994 te Rotterdam op het proefschrift 'Het geslacht van de wetenschap'. 
Van circa 1976-1982 was zij contactpersoon van de vrouwengeschiedenisgroep in Groningen. Ze was redactielid van het tijdschrift Lust en Gratie vanaf de oprichting tot circa 1988. Daarnaast was zij van 1982-1988 werkzaam bij het (I)IAV in Amsterdam. Ze was de initiator van het project Egodocumenten van vrouwen en schreef het jubileumboek Lieve Dr. Jacobs, met brieven uit de Wereldbond van Vrouwenkiesrecht. Ze was betrokken bij het oprichten van een archiefafdeling in 1988. In 2005 publiceerde ze de biografie van Aletta Jacobs. 
Van 1998 tot 2008 werkte ze bij het Centrum voor Gender en Diversiteit van de Universiteit Maastricht en sinds 2008 is ze hoogleraar aan de Rijksuniversiteit Groningen. Behalve het professoraat, vervulde Bosch nog een reeks andere functies, waaronder die van het Afdelingsbestuur Geschiedenis, de adviesraad ICOG en de programmacommissie HOVO. 
Tevens is ze bestuurslid van de Simone de Beauvoir Stichting; lid van de redactieraad en de redactie van L'Homme: Europäische Zeitschrift für feministische Gechichtswissenschaft.

## Link
RUG